# Pleurota punctella
Pleurota punctella is een vlinder uit de familie sikkelmotten (Oecophoridae). De wetenschappelijke naam is voor het eerst geldig gepubliceerd in 1836 door O. Costa.
De soort komt voor in Europa.